# Jardins et Loisirs

Jardins et Loisirs est un magazine télévisé de jardinage de la RTBF, conçu et présenté par Luc Noël, et créé en 1997. Il est diffusé sur Auvio et Facebook et TV5 Monde et était diffusé sur La Une le dimanche vers 13 h 45 et était rediffusé sur La Trois, Maison+ (Canalsat) et Vivolta.

## Concept
Semaine après semaine, Luc Noël propose découvertes de plantes, visites de beaux jardins, rencontres de pépiniéristes et idées pratiques via notamment la création progressive d'un véritable jardin de l'émission.
Chaque émission débute invariablement par « Bonjour à toutes, bonjour à tous » de Luc Noël avec une intonation culte pour les habitués de l'émission.
Récemment, en janvier 2018, l'émission a fêté son vingtième anniversaire par une émission spéciale consacrée au jardinage urbain notamment. Depuis quelques années en effet, Jardins et Loisirs s'intéresse de très près à la protection de l'environnement, à la culture biologique, aux jardins collectifs et à la permaculture. Les produits à base d'herbicides sont bannis de l'émission.

## Co-présentation Noël-Knaepen (1997-2012)
L'émission fut présentée en co-présentation pendant une quinzaine d'années.
Une réplique de ce rendez-vous hebdomadaire était devenue également très populaire. La rencontre avec le chroniqueur Marc Knaepen commençait invariablement par « Bonjour Marc, bonjour Luc », une salutation qui était devenue le second nom de l'émission auprès de beaucoup de téléspectateurs jusqu'au départ de Marc Knaepen en 2012.
Cette réplique était tellement culte qu'un livre en a été affublé en titre, écrit par les deux co-présentateurs Noël et Knaepen.
Le 23 juin 2010, lors de la fêtes des roses à Lesdain, sont présentés deux nouvelles obtentions de roses, hybrides de moschata, obtenues par le pépiniériste Emile Foucart. Une variété à fleurs roses nommée « Marc Knaepen » et une variété à fleurs blanches nommée « Luc Noël ». La présentation au public de ces rosiers fut par la suite diffusée dans l'émission du 26 juin 2010 avec une interview du pépiniériste.

## Présentation seul (2012-2022)
Après le départ de Marc Knaepen, Luc Noël continue à présenter seul l'émission. Depuis 2010, l'émission est agrémentée de chroniques de Francis Peeters, rubrique semblable à celles de Marc Knaepen avec la présentation d'une fleur ou d'une plante spécifique, ainsi que des conseils pour bien la planter et l'entretenir.
Depuis octobre 2020, une séquence bricolage est animée et réalisée par Bérengère Somers avec un montage et des plans plus dynamiques et rapides qu'à l'habitude dans l'émission. Une autre séquence bricolage était précédemment animée par Françoise Vandonink parfois accompagnée de Francis Peeters.

## Emission 100% en ligne (2022-Aujourd'hui)
Le 15 décembre 2022, la RTBF annonce que l'émission allait quitter La Une pour devenir un magazine disponible uniquement sur les plateformes digitales et sur Auvio au printemps 2023. La dernière émission inédite pour la télévision est diffusée le 18 décembre 2022 et prévoit son retour sur internet au printemps 2023.
Entre-temps, des compilations des meilleurs moments de l'émission sont diffusés sur La Une le dimanche ainsi toujours « Les Jardins de rêve de Luc Noël » après le JT de 13 h en semaine.
Le 13 mars 2023, la RTBF annonce l'intégration de la maître jardinier et l'influenceuse Mélanie Guisset pour animer deux fois par mois une séquence sur la culture des légumes dans son potager.
Le 17 mai 2024, Luc Noël annonce son départ à la retraite et son départ en conséquence de l'émission fin mai 2024. Il annonce également l'arrivée en juin de deux nouveaux visages : Anthony Maquestiau, déjà apparut en tant qu'invité dans une émission du 14 septembre 2020, qui spécialisera ses capsules dans « les aménagements de balcons, terrasses, petits jardins de ville ainsi que sur les mares et plans d'eau », et Olivier Allard, ingénieur agronome qui répondra aux questions des spectateurs.

## Parodie du Grand Cactus (2015-Aujourd'hui)
Le Grand Cactus, depuis sa première émission en 2015, comporte une séquence parodique de l'émission Jardins et Loisirs où à chaque épisode, une séquence de l'émission est remontée et redoublée par Martin Charlier. La parodie joue sur de l'absurde et le non sens, caricaturant les divers chroniqueurs et intervenants de l'émission en « empotés ».
Cette séquence va bien marcher mais va déplaire aux parodiés.
Luc Noël dit aimer cette parodie et bien en rire, il fera d'ailleurs une apparition dans le Grand Cactus en juin 2017 : « Ils étaient en train de faire un sketch en m’imitant, je suis entré en disant : « On se paie ma tête ici, vous y allez fort quand même ! ». Cela montre que j’ai le sens de l’humour. » Une autre séquence de cette même séquence, Francis Peeters et Priscilla (une autre chroniqueuse de l'émission) furent une apparition dans un sketch du Grand Cactus avec Martin Charlier déguisé pour ce « duplex » en Luc Noël. Le sketch a été supprimé de la chaîne Youtube et la page RTBF Auvio de l'émission sans raisons.
Mais Luc Noël va tout de même en 2019 se plaindre de certains détails de la caricature allant selon lui trop loin et va être « perplexe vis-à-vis de l’imitation qui est faite. Parfois, je me demande si la séquence du Grand Cactus n’est pas à la limite de l’homophobie ». Il va également critiquer le fait que tous ces invités dans l'émission soient eux aussi moqués à visage découvert et pourraient en être meurtris de la caricature qui est faite. Il en discutera avec l'équipe du Grand Cactus et obtiendra gain de cause. Depuis cela, tous les invités apparaissant dans la parodie sont floutés, devenant une blague récurrente : « Dites les gars, vous savez que vous êtes tous flous ? » est lancé par Luc Noël à des invités floutés dans la parodie.